# 和紙

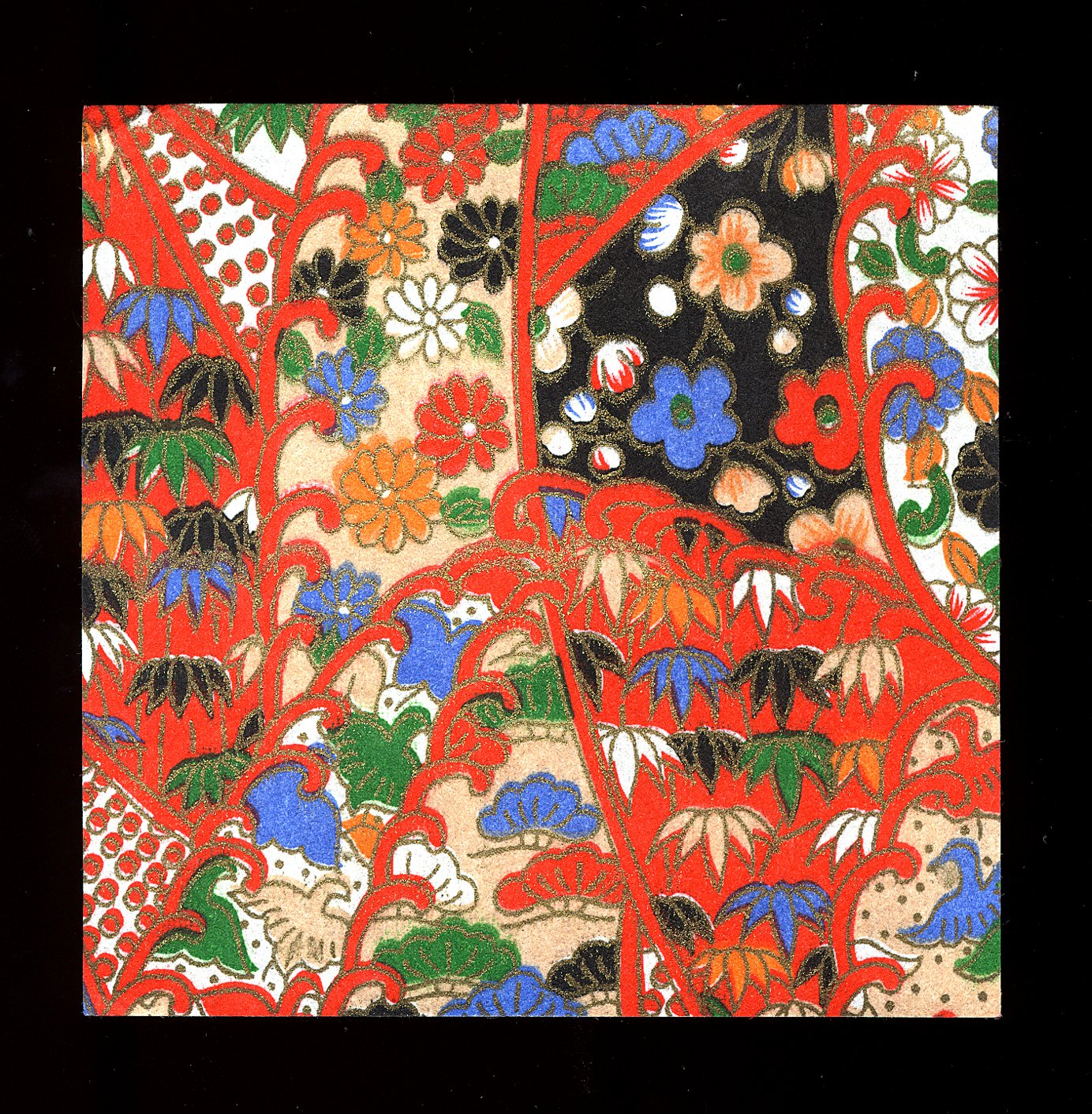
千代紙…和紙の一種

和紙（わし/わがみ）は、日本古来の紙。欧米から伝わった洋紙（西洋紙）に対して、日本古来の以下の原料などで漉かれた紙を指す。日本紙と同義。
- 麻
- 楮（こうぞ）
- 三椏（みつまた）
- 雁皮（がんぴ）
- 檀（まゆみ）
- 苦参（くじん）
- フキ[2]
- マニラ麻

## 特徴

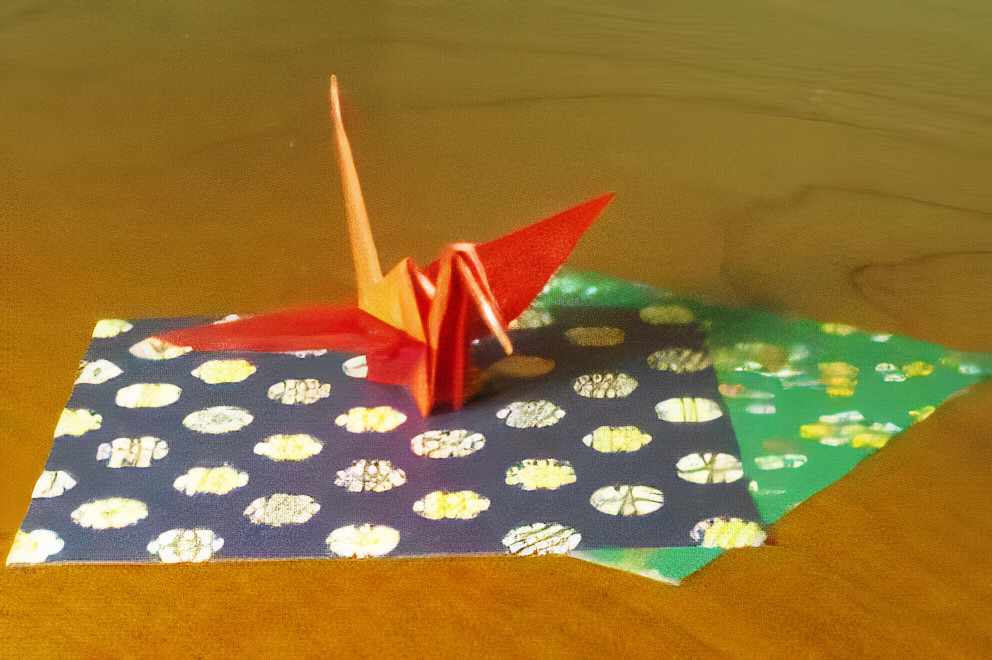
和紙を用いた折鶴

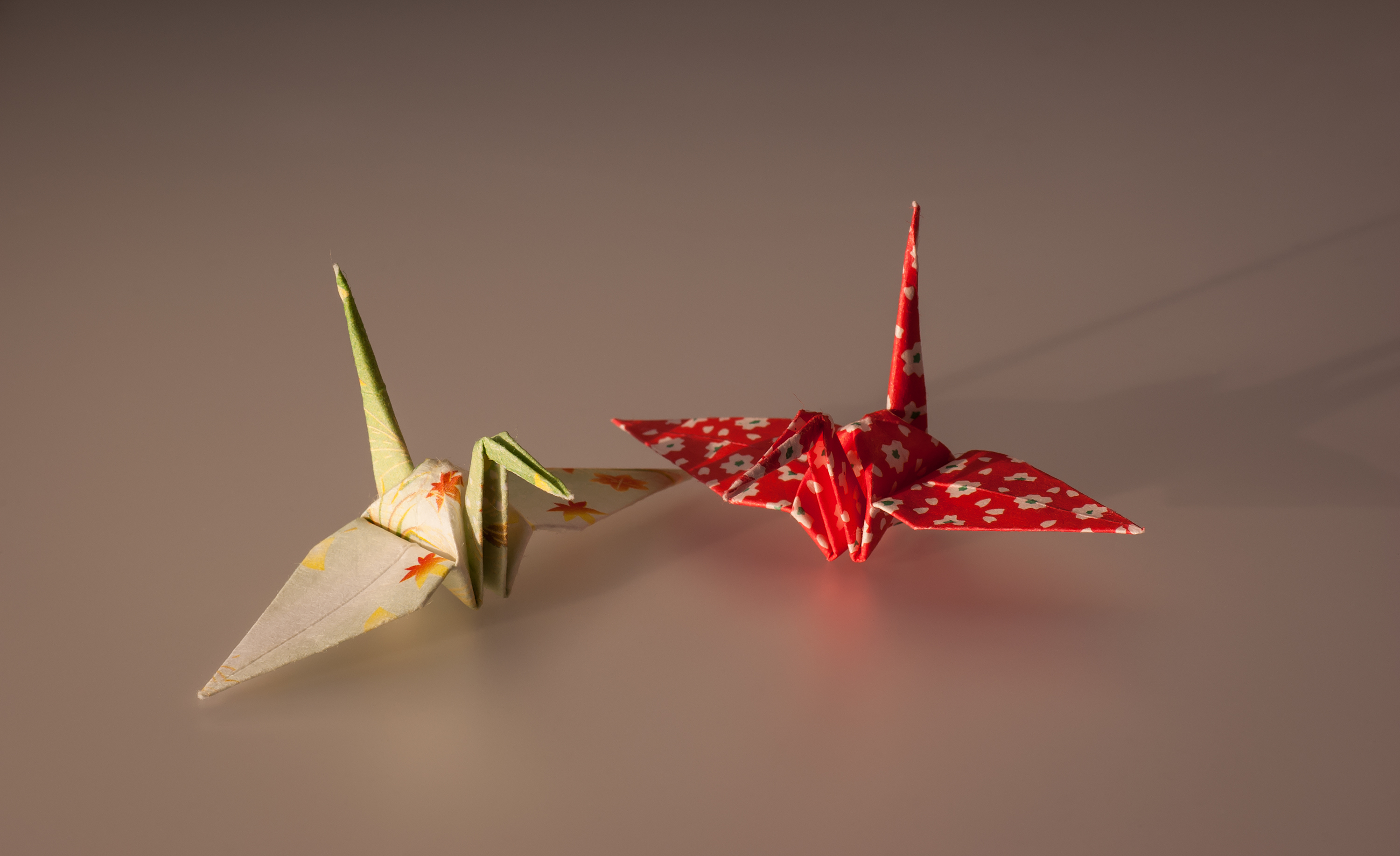
折鶴（一辺75mmの和紙の折り紙）

洋紙が伝わり普及した明治時代、日本古来の紙が「和紙」として認識されるようになった。一般的な「和紙」の特長は「洋紙に比べて格段に繊維が長いため、薄くとも強靭で寿命が比較的長く、独特の風合いを持つ」と言われている（但し、種類や用途によって、一概には断言できない）。木材パルプ原料から生産される「洋紙」と比較すると、原料が限られ生産性も低いために価格は高い。伝統的な漉き方では、独特な流し漉き技術を用いるが、「現代の和紙」（「和紙」風の風合いを持つ紙）は需要の多い障子紙や半紙を中心に、伝統的でない原料が使われる和紙や、大量生産が可能な機械漉きの紙も多いが、目視だけでは区別が難しい場合も多い。伝統的な製法と異なる原料を用いた和紙や、機械漉きの和紙は歴史的に耐久性や経年劣化に対する検証が不十分であり、シミの発生や繊維の脆化などの欠点を持つ物も多い。そのため日本古来の原料と製法で作られた紙という意味での「和紙」との混用を認めない意見もある。
「和紙」は世界中の文化財の修復にも使われる一方、「1000年以上」とも言われる優れた保存性と、強靱で柔らかな特性を期待して、日本画用紙、木版画用紙等々、独特の用途を確立しつつある。また、日本の紙幣の素材として用いられる。一部工芸品の材料、家具の部材、紙塩などにも使用され、「和紙」と呼ばれる以前の江戸時代には日本中で大量に生産され、建具の他に着物や寝具にも使用されていた。近年では、天然・自然の素材として、インテリア（照明など）や、卒業証書や様々な習い事のお免状用紙などにも使用されることもある。
「和紙」の産地は全国に点在しているが、近年では日本古来の伝統的な製法による紙は、原料を含めて生産者が減少している（小規模な家内工業的施設が殆どのため）。安部榮四郎記念館（島根県松江市）の調査によると、1941年に1万3000以上あった和紙生産者は、2016年には機械漉きを含めて207に減っている。和紙原料である楮の生産量も、日本特産農産物協会によると、3170トン（1965年）から36トン（2019年）へ激減した。

## 和紙の歴史

### 書物としての紙の伝来
製紙技術が伝来する前に、紙自体が書物として伝来したと推測されるが、その時期は分かっていない。
『古事記』によれば、応神天皇16年（285年）に、朝鮮半島から百済人の王仁が、中国の書物である『論語』10巻と『千字文』1巻を将来したのが、日本における書物の初伝とされるが、『千字文』の作者は、応神天皇より100年後の人物であるので、考証学上誤りである。考証学的には、4世紀から5世紀には伝来したものと推定される。

### 日本での紙づくりの起源
日本の紙作りの起源には複数の説がある。大別すると、日本で自然に紙漉きが発生したとする説と、渡来人による伝来説になる。いずれの場合でも、時期に関しても諸説あり、早いものでは3〜4世紀とするものからある。
5世紀に入ると、日本で紙作りが始まったきっかけになっただろうと考えられる有力な記録が登場する。『日本書紀』に拠れば、履中天皇4年（403年）に初めて国史（ふみひと）を配置して言事（ことわざ）によって様々な事柄の記録を始める、とあり、公権力によって紙による記録が始まり、紙作りの必要性が興ったと推測されている。なお、この年代に関しては『古事記』とは数十年の齟齬がある。
6世紀初頭には、福井県今立町（2005年に合併により越前市の一部）にて、紙漉きが始まったとする伝承がある。

#### 紙づくりの伝来
6世紀半ばになると、欽明天皇元年（540年）が渡来人である秦人・漢人に戸籍の編集をさせたという記録がある。この時に使われた紙は郷戸が作成したとされており、秦人が日本で紙を作ったと推測されている。一方、これと相前後して宣化天皇3年（538年）に仏教が伝来し、この際に百済の製紙技術が持ち込まれたと考えられている。
製紙技術の歴史は、中国後漢時代の蔡倫の改良から始まる。中国から日本への製紙技術の伝来は、推古天皇18年（610年）、高句麗を経由してされたとされる。公式記録として確認できる記述は『日本書紀』にある。また、継体天皇7年（513年）、五経博士が百済から渡来し、「漢字」「仏教」が普及し始め、写経が仏教普及の大きな役割を果たしていたことから、この頃既に紙漉がいたのではないかと推測される。
『日本書紀』の記述は、「（推古天皇）十八年春三月 高麗王貢上僧 曇徴 法定 曇徴知五經 且能作彩色及紙墨 并造碾磑 蓋造碾磑 始于是時歟」、高句麗の王、僧曇徴、法定を貢上る。曇徴は五経を知れり。また彩色及び紙墨を能く作り、併せてみず臼（水車の動力を利用した挽き臼）を造るとある。飛鳥時代の推古天皇18年（610年）に高句麗の僧侶曇徴は紙漉きと墨を上手に作る事が出来、横型水車動力による特殊な石臼も造れ、石臼製造のみ日本初であると特記されている。なお、この石臼の用途については、色材（顔料）の製造用、寺院による豆乳製造用、製紙原料叩解・解繊用と諸説あり定まっていない。年代のわかるものとして現存する最古の和紙は、正倉院に残る美濃国、筑前国、豊前国の戸籍用紙である。また、最古の写経である西本願寺蔵の『諸仏要集教』は、立派な写経料紙に書かれており、西晋元康6年3月18日（296年5月7日）の銘記がある。

### 紙の国産化 -奈良時代-

#### 図書寮の設置
製紙技術の伝来から100年程経過してから、本格的な紙の国産化が始まった。『正倉院文書』によれば、天平9年（737年）には、美作、出雲、播磨、美濃、越前などで紙漉が始まった。
『大宝律令』によって国史（『古事記』『日本書紀』）や各地の『風土記』の編纂のために図書寮が設置され、紙の製造と紙の調達も管掌した。
図書寮では34人の定員の内、写書手は20人、紙漉きを行う造紙手は4人いた。更に図書寮の下に、山城国に「紙屋院」と「紙戸」と呼ばれる50戸の紙漉き専業者を置き、年間の造紙量を2万張と規定し、租税を免除して官用の紙を漉かせた。この他にも各地で紙を漉かせ、これを「調」として徴収した。
天平11年（739年）には、写経司が設置され、写経事業のために紙の需要が拡大した。『図書寮解』の宝亀5年（774年）の項によると、紙の産地として、美作、播磨、出雲、筑紫、伊賀、上総、武蔵、美濃、信濃、上野、下野、越前、越中、越後、佐渡、丹後、長門、紀伊、近江が挙げられている。
しかし、この時代には、紙はまだまだ数が少ない高級品で、日常的に使用されることはなく、一般的な用途には安価で丈夫な木簡が使用されていた。また、一度使われた紙の中にはその裏面を再利用して別の筆記に用いる例も存在した（紙背文書）。

#### 原材料別による紙の種類
麻紙
麻紙は、最も古くから漉かれた紙である。原料は大麻（Hemp）や苧麻（Ramie）の繊維で、麻布のボロや古漁網などからパルプを作った。麻は繊維が強靱で、多くは麻布を細かく刻み、煮熟するか織布を臼で擦り潰してから漉いた。
漉き上がった麻紙を平滑にするため、槌で打ったり（紙砧）、石塊、巻貝、動物の牙などで磨いたりしていた。また、石膏、石灰、陶土などの鉱物性白色粉末を塗布することで墨のにじみ（遊水現象）を防ぐ技術も用いられた。また、澱粉の粉を塗布するなどの加工も行われた。
しかし次第に取り扱いが容易で、増産に適した穀紙と呼ばれる楮を原料とした紙が普及した。
穀紙
穀とは梶（楮）の木のことで、若い枝の樹皮繊維を原料とした。麻紙と同様に煮熟して漉いた。表面の肌理がやや荒いが、繊維が長いため丈夫な紙となり、写経用紙や官庁の記録用紙、更には建築材料として、染色されずにそのまま使用された。
斐紙（雁皮紙）
雁皮を原料とした紙で、肌理の細かいツヤがある。「雁皮」は繊維が短くて光沢があり、その風格から後の時代に「鳥の子紙」とも呼ばれる。
檀紙（陸奥紙）
檀紙は、厚手で美しい白色が特徴である。原料の檀（真弓）は、主に弓を作る材料であったニシキギ科の落葉亜喬木で、その若い枝の樹皮繊維を原料として使う。「みちのくのまゆみ紙」とも言われ、厚手で美しい白色が特徴である。

#### 用途別による紙の種類
『正倉院文書』には、彩色紙として植物で染色した五色紙・彩色紙・浅黄紙など10数種類が、加工紙として金銀をあしらった金薄紫紙・金薄敷緑紙・銀薄敷紅紙など10数種類が、加工法の違いとして打紙・継紙（端継紙）が、形と性質の違いとして長紙・短紙・半紙・上紙・中紙が、用途の違いとして料紙・写紙・表紙・障子料紙（間仕切り用）の名が見え、日本での製造を確立出来たことが窺える。

#### 奈良時代の紙文化
この時代の紙を利用した文化としては、国家が仏教を信仰していたこともあり、主として仏教文化への関わりが深く、紙や布、漆を原料とした紙胎仏や数多くの経典が作成されている。中でも宝亀元年（770年）に作成された百万塔陀羅尼は、現存する世界最古の印刷物である。

### 紙屋院と流し漉きの確立 -平安前期-

#### 「紙漉き」呼称の定着
奈良時代には、製紙のことを「造紙」と称していたが、平安時代になると、『延喜式』で簀を「紙を漉く料」と注記しているように、「紙を漉く」と表現するようになり、『源氏物語』には、唐の紙よりも上質な紙が漉かれていたことが記されている。

#### 紙屋院の設立
平安京遷都直後の大同年間（805年 - 809年）、山城国にあった紙戸が廃止され、代わりに官立の製紙工場として紙屋院（かんやいん、しおくいん）が設置され、日本独特の製紙法である「流し漉き」の技術が確立された。

#### 流し漉きとは
流し漉きとは、紙漉きの際に、紙料（抄けるように処理された紙の原料）を濾水性の簀や網を動かして、紙料を簀に汲み込んだり紙料を簀から捨て戻したりして、簀や網の上に紙層を作る漉き方。日本、中国など東アジアで発達した漉き方で、日本の流し漉きと中国の流し漉きの方法は異なる。
中国（安徽省）の流し漉き
まず中国（安徽省）の流し漉きは、紙料を汲み込む動作と紙料を捨て戻す動作を漉き簀を振り子のように揺らす一連の動作で行い、所定の紙厚が得られるまで漉き簀を往復させて抄紙する。中国（安徽省）の流し漉きは比較的薄い抄紙用粘剤でも漉くことが可能である。
日本の流し漉き
次に日本の流し漉きについて述べると、中国（安徽省）の流し漉きに類似する部分と日本独特な漉き方の部分で構成されているのが特徴である。紙の表面と裏面の紙層を作る時には、中国（安徽省）の流し漉きと同様に、紙料を汲み込む動作と紙料を捨て戻す動作を一連の動作で行い「化粧水」（紙表面）と「捨て水」（紙裏面）の薄い紙層を作るが、表と裏の中間の紙層（紙の厚みの部分）を作る技術は日本独特で、汲み込んだ紙料をしっかりと粘剤を利かせて繊維同士を絡ませるために、紙を均一にするように簀を十分に振って紙層を作ってから不用な紙料を捨て、また次の紙料を汲み込んで必要な紙厚が得られるまで繰り返す。これが日本の流し漉きの特徴である。

#### 流し漉きの確立
日本の流し漉き技術を歴史的にみると、原料に独特の粘性物質を持つ日本雁皮原料の配合により紙料液に粘りが出て、ちょうど薄い抄紙用粘剤を使用して紙漉を行ったように溜抄きでの濾水性が向上することに始まったとされる。抄紙用粘剤などを使用しない溜抄き法でも良い紙層を作る為に細かい揺すりを行っている（伝統的なスペインの溜抄き法では約2秒間に3回程度細かく揺する）ことから、粘状物質を使った溜抄きの場合さらに簀を大きく揺することが可能となり紙質が向上し、さらには繊維が一定方向に揃う捨て水動作を伴う流し漉きに繋がったと推定されている。
抄紙用粘剤を使った流し漉きの開始
抄紙用粘剤の使用による流し漉きが、いつどこでどのように始まったのかははっきりとしないが、高品位な薄様紙（原料は雁皮（日本）と推定される）のことや抄紙用粘剤の使用（中国）に関することが、平安時代や唐代末になり日本や中国で記述されているので、この時代以前に使用が開始されたものと推定され、抄紙用粘剤使用に繋がったとされる有力な説のひとつに後加工用粘剤の流用説がある。これは古代中国で開発され、後に日本でも行われていた紙の加工技術「打紙」加工用粘剤「滑水」を抄紙用粘剤に転用したものという説で、日本でも楡（ニレ）の皮の粘液は打紙にも抄紙にも使用されていたとされる。ニレと同じように古い時代の抄紙用粘剤として実鬘（サナカヅラ・サネカヅラ）の茎の外皮などがある。抄紙用粘剤はネリ、サナ、トロ、ノリ、タモ等と地域ごとに異なる粘状物質の名称がつけられて愛用された。
抄紙用粘剤の多様性
近世に使用技術が確立し現代に伝わる流し漉きの抄紙用粘剤として一番有名な粘剤に、中国原産の植物で強い粘性を持つ黄蜀葵（和名：トロロアオイ）の根がある。これは日本、中国等の東アジアの国々や地域で使用されており、世界の流し漉きの産地や紙造形作家にとって欠くべからざる粘剤ではある。しかし、黄蜀葵には夏季高温による著しい粘度低下が起こる性質があるため、南国台湾では馬拉巴栗（根の粘液）という30〜35°Cの高温域でも黄蜀葵より粘度低下の少ない粘剤が使われ、日本の糊空木（ノリウツギの皮）も夏季に強い粘剤とされ奈良県吉野の産地等で使われている。またトロロアオイは兵庫県の名塩紙のように、7種類もの土を用途に合わせ紙に漉き込むような紙にも使用されない。トロロアオイは化学的に活性な土と反応して粘性が低下することがあるからである。さらに短繊維の稲藁繊維を70%も配合して紙を漉く中国安徽省の宣紙の産地では、極めて低い粘度の粘液だが短繊維を漉くのに相応しい低粘度域で調整が容易な楊桃藤（つる茎粘液）を使用し黄蜀葵は使用しない。このように抄紙粘剤の選定は地域性や紙用途による依存性と選択性を有しているが、このことは粘剤使用技術が「何でも良いので粘性物質を配合すれば紙質が改善する」という情報伝達型の技術伝播である可能性を示唆し、物的証拠が残り難いこともあり、抄紙粘剤使用と流し漉きの技術史を曖昧なモノにしている。
抄紙用粘剤の効用
抄紙用粘剤を適量使用して漉きあげると、漉きあがった湿紙をその直前に漉いた湿紙に直接順次積み重ねていくことが、簡単に出来るようになる。積み重なった湿紙の集まりを「紙床」といい、紙床はしっかりと圧力を掛けて湿紙をまとめて脱水することが容易になり、それ以前の紙と比較し締まった紙となり、まとめて脱水した後も一枚一枚に剥がせるという特性があり生産性も向上した。なお床積み技術がいつごろどこで開始されたのか明確ではない。
そして乾燥して完成した紙には、外観上の変化はみられないが、紙に残った天然の抄紙用粘剤の成分は、紙のカレ（紙中に残留する樹脂分が、空気中の酸素と反応する現象で、カルシウムなどが正の触媒として働く自然酸化現象といわれる）を促進し、長い時間をかけて紙に穏やかな撥水性を与える。

### 和紙文化の成立 -平安後期-

#### からかみの国産化
平安時代、部屋を仕切る衝立に張る絹織物の代用として、中国から輸入した紋様や図案が雲母で擦り込まれた厚手の唐紙を使用していたが、製紙技術の向上によって、厚手の紙の製紙が可能となり、唐紙が国産化された。
詠草料紙の雁皮紙（後に鳥の子紙にも）に、花文（唐紙の紋様や図案）を胡粉に膠を混ぜた物を塗って目止めをした後、雲母の粉を唐草や亀甲などの紋様の版木で刷り込んだこれらの唐紙は、本家と区別するために「からかみ」「から紙」と言われ、更に、鎌倉時代になって障子が普及すると、「からかみ」は襖障子の総称に転じた。

#### 平安時代の紙文化
これら紙屋院の設立と流し漉きの確立の結果、和紙は大量生産されるようになり、紙屋院以外にも44ヶ国で製紙が行われ、木簡利用から和紙利用の時代へと移行し、和紙をふんだんに利用した王朝文化が花開いた。
檀紙
この時代の貴族階級では、漢字を使用する男性は穀紙、かな文字を使用する女性は檀紙を使用した。この時代の檀紙は真弓ではなく、楮から製造されたという説もあるが、『源氏物語』や『枕草子』に檀紙に関する記述が見られる。
また、檀紙は表面に繭のような荒くて艶のある皺が波打っている所から松皮紙とも呼ばれ、鎌倉時代に中国へ逆輸入された。
かな文字と手紙
この時代の女性は、手紙を薄い色紙を二枚重ねて仮名文字で書き、末尾には性別を問わず「あなかしこ あなかしこ」と書いた。
正式の手紙は、一枚の紙をそのまま使用して縦に書くので竪文と言う。また、横に二つに折り、折り目を下にして書く折紙もあり、折紙を二枚に切り離した切紙、これを横に継いだ継紙、更にこれを巻いた巻紙もあった。
斐紙（雁皮紙）
雁皮を原料とし、薄様、中様、厚様の三種類製造された斐紙がこの頃流行した。雁皮は日本独自の製紙原料で、流し漉きによる高度な技術によって製造される薄様に特色がある。
男性が主に懐紙として厚手の檀紙を愛用したのに対し、女性は薄様の斐紙を愛用し、『うつほ物語』や『枕草子』に記述が見られる。
最澄は、延暦23年（804年）に留学僧として中国へ渡航した際に、筑紫斐紙200張を献上している。
懐紙
貴族は常に懐に紙を畳んで入れ、ハンカチのような用途の他に、菓子を取ったり、盃の縁をぬぐったり、即席の和歌を記したりするといった用途にも使用し、当時の貴族の必需品であった。
懐紙は「ふところがみ」や「かいし」、また、畳んで懐に入れる所から「たとうがみ」、「てがみ」と称し、後には和歌などを正式に詠進する詠草料紙を意味するようになった。
男性は檀紙を、女性は薄様の斐紙を使用するのが慣習となり、正式の詠草料紙には色の違う薄様を二枚重ねて使用した。
詠草料紙
歌集用の紙である詠草料紙には、打雲、飛雲、墨流しなどの様々な製紙技術や、切り継ぎ、破り継ぎ、重ね継ぎなどの加工技術が施されている。
打雲とは、予め漉いた雁皮紙の上に、青や紫に染めた繊維を細長く横に流し、漉槽の中で下辺にゆっくり打ち充てるようにすると、染めた繊維が雲の形に漉かれて行く技法である。
墨流しとは、墨滴を水面に落とし、その上に松脂を落として墨を散らせ、これを繰り返して息を吹きかけ、水の流れを表現した墨汁の紋様を、雁皮紙で吸い取って写す技法である。
切り継ぎとは、紙を斜めに切断し、切り口を少しずらして重ねて糊付けする技法である。
破り継ぎとは、様々な形に破った紙を糊付けし、長い繊維の足が不規則な形を作る面白味を演出する技法である。
重ね継ぎとは、数枚の紙を少しずつずらして糊付けする技法で、濃淡に着色した四枚の薄葉紙と一枚の白紙を使用して、色の濃淡の差を順次重ねると、ぼかし模様になる。
この他にも、金銀箔や金銀泥による加工紙など、様々な詠草料紙が作られている。
色紙
王朝文化が熟成すると、白一色の紙よりも次第に様々な色や性質を持った紙を使用するようになり、染紙や加工紙などとして製紙され、天皇の宣命料紙として、紅紙、緑黄紙などが使用された。
後には薄様の紙を2枚重ねて使用するのが慣習となり、季節に合わせて上が紅梅、下が蘇芳の「紅梅がさね」、上が白、下が青の「卯の花がさね」、「萩かさね」、「紅葉かさね」などの様々な組み合わせが開発された。
文化財
和紙を使用したこの時代を代表する文化財として、装飾経や絵巻物が挙げられる。

#### 薄墨紙の登場
大量生産されていたと言っても、和紙はまだまだ貴重品であり、贈答品としての価値があったほか、一度使用した古紙を漉き返して再利用する薄黒紙が普及した。
元慶4年（880年）に藤原多美子が崩御した清和天皇からの手紙を集めて漉き返し、その紙に法華経を写経して供養している（『日本三代実録』）。この時代には脱墨技術はないので、漉き返しを行うと、紙の色は薄い黒色となった。このためこうした紙を薄墨紙と称した。

#### 紙屋院紙の変遷
かつて紙屋院紙と言えば、官立の製紙工場から出荷された紙として、高級紙の代名詞であった。しかし、平安末期となると、各地の荘園で製紙が行われるようになって原材料が不足し、専ら紙屋院では古紙や反故紙をリサイクルして漉き返しを行うようになった。そこで製紙された薄墨紙（水雲紙）は旧・久の意味を持つ「宿」の字を冠して「宿紙」と呼ばれるようになり、もはやかつての高級紙の面影は失われた。
こうして、和紙技術の普及という当初の使命を果たした紙屋院は、南北朝時代に廃止された。

### 武家文化と和紙の変容 -鎌倉時代-

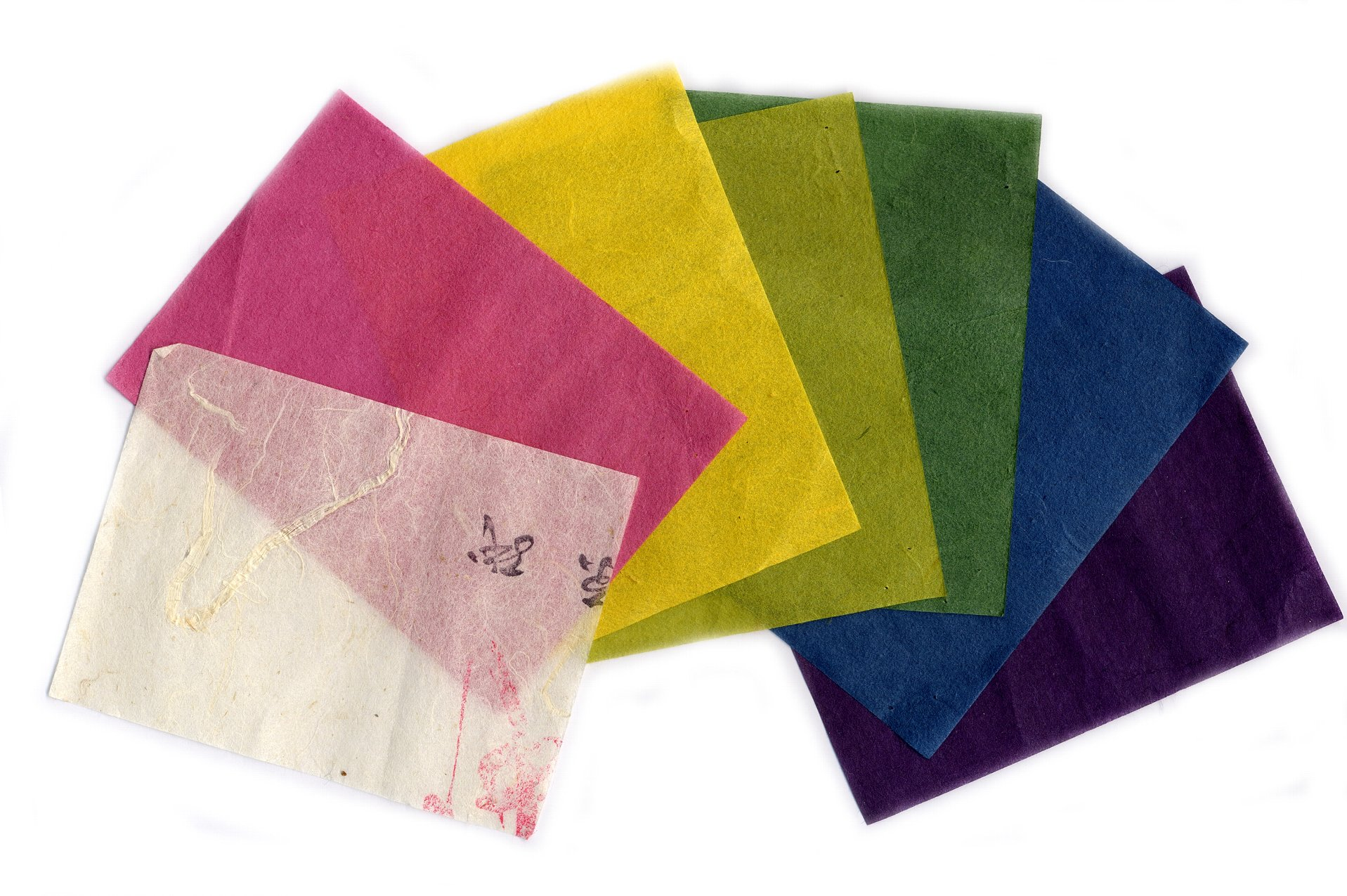
杉原紙

文治的な朝廷から、鎌倉幕府が成立して武家政権に移行すると、紙の消費層が公家や僧侶から武士に広がって、華やかな薄い紙よりも厚くて実用的な丈夫な紙が求められ、主に播磨の杉原紙や美濃和紙が流通した。

#### 和紙と贈答文化
和紙は、生産量の少ない頃は貴重品として敬意や謝意を表す贈り物として利用され、『御堂関白記』には灌仏会の布施料として、大臣は5帖、納言は4帖、参議は3帖納めた事が記されている。
このような紙を贈答する風習は武家社会にも受け継がれ、一束一本・一束一巻という形式へ移項し、一束一本の場合は扇一本と杉原紙（壇紙・美濃紙・越前紙・甲斐田紙・修善寺紙）一束（10帖）を、一束一巻の場合は、緞子（小袖・絹布・縮緬・葛布）を一巻としてセットとし、水引でまとめるのが慣習となった。また、贈答品を和紙で包むことも行われるようになり、後に折形という礼法として確立された。

#### 和紙と日本家屋

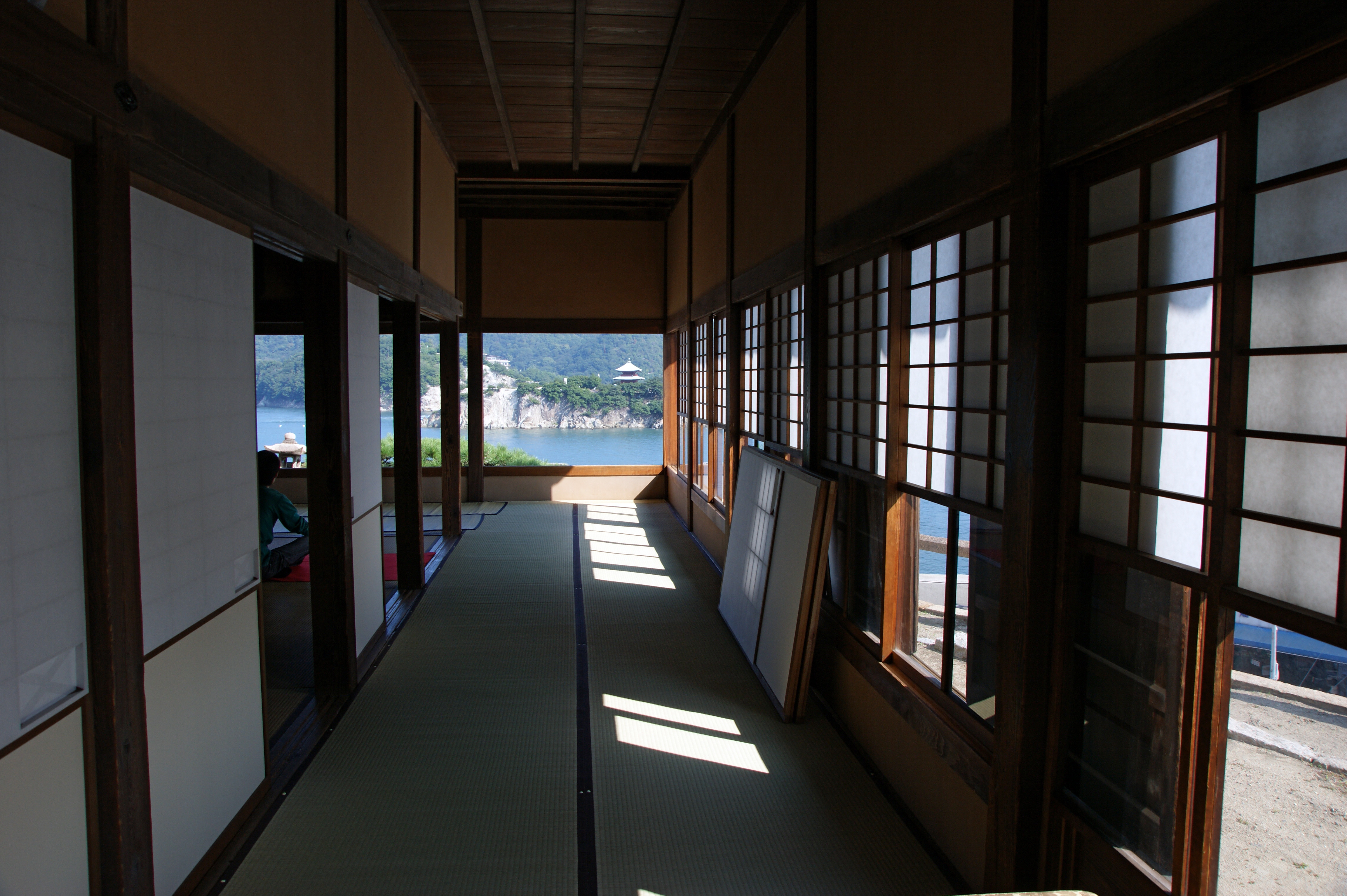
障子のある部屋

夏に高温多湿であるのが日本の気候の大きな特徴であり、ゆえに『徒然草』にも「家の作りようは 夏をむねとすべし」とあるように、夏に快適な生活が出来る住宅作りが、古来なされてきた。
材料が豊富にあるのと、湿度の調節が可能であることから、日本の家屋は木材と草と土と和紙によって造られている。高床式の基礎構造に、高い茅葺きの屋根、長い庇、泥壁に畳、和紙を貼った木製の建具。これらは全て天然素材で、湿度が高い時には湿気を吸収し、湿度が低い時には湿気を放出する調湿機能を持っている。建物が大きくなり、屋根が瓦屋根になると、室内には和紙が貼られた明かり障子、襖、衝立、屏風などが配置され、湿度、温度の調節を行った。
これら建具用の和紙は、いずれも植物繊維（主成分はセルロース）が原料で、紙自体が多孔質構造で表面積が非常に大きく、水分の吸収脱着を自然に行う。しかも障子や襖は、開け放すことで開放空間の創出が可能で、家中を風が吹き抜ける。また障子や襖で仕切り、屏風や衝立で囲めば冬でも暖かく過ごせる。

#### 寝殿造と建具
平安時代の貴族の邸宅は寝殿造であり、大広間様式で構造的な間仕切りがなく、開口部には蔀戸が設置され、内部は衝立・御簾・几帳・屏風・遣戸・襖障子などの間仕切り（障子）でスペースを区分けして使用し、それらの障子には、絹布・麻布・葛布などを張り、その上から仏画・唐絵・大和絵を描いた。
これらについては『源氏物語』や『源氏物語絵巻』『餓鬼草紙』『病草紙』『春日権現験記絵』『法然上人絵伝』『一遍上人絵伝』などに使用状況が描かれており、当時の生活を窺い知ることが出来る。

##### 衝立・屏風
衝立には、軟錦（ぜいきん）と呼ばれる唐錦（綾錦）の幅の広い縁取りが付けられていた。屏風はこの衝立を縦長にした物で、正倉院の『鳥毛立女屏風』のように、当初は各扇が一枚ずつ離れており、その各扇を襲木（押木、縁）で枠を付け、革紐で繋ぎ合わせていた。平安時代に入り、革紐に替わって紙の蝶番が使用されるようになり、連続した広い画面にパノラマの絵が描かれるようになり、絵の達人で大和絵の創始者とされる巨勢金岡が、時の関白藤原基経の依頼で屏風に大和絵を描いたという記録もある。
饗宴や儀礼の際には、母屋と庇の間の柱間に、軟錦で縁取りされた副障子（押障子）を嵌め込み、室礼として使用した。

##### 通入障子
一本の樋（溝）を設けて落とし込み、取り外し可能な張り付け壁の副障子が基となり、後に鴨居と二本の樋を設けて開閉して通り抜けが可能な、通入障子（鳥居障子）が発明され、更に遣戸や襖障子に発展し、遣戸は廊下と室内の間仕切りに、襖障子は室内の間仕切りに使用された。

##### 明かり障子
明かり障子の優れている点は、壁や遣戸のように外界とは遮断せずに、外界の雰囲気を光と影で取り入れて、住人に自然の暖かみを与えている事である。遣戸は、開閉自在ながら、閉めると室内が暗くなり、冬には、寒くとも採光のために、遣戸を少し開けておかねばならず、明かり障子の発明が求められていた。
まず、明かり障子は遣戸の杉板の代わりに格子状の木枠に薄絹を張ることで採光を行っていたことが、『平家納経』の図録に見られ、その後、徐々に細い組子桟の今日的な明かり障子へと進化し、文書を日光消毒する際などに四面に立てて使用されていた（『江談抄』）。
しかし、明かり障子は風雨の激しい時には、障子の下の部分が濡れて破れ易いため、その際には半蔀戸を釣って内側に明かり障子を立て、下半分の蔀戸は立て込んだまま使用していた。こうした状況から、明かり障子の下半分に板を張った半蔀戸と同じ高さの腰板付きの障子が考案された。
鎌倉時代以降、書院造の普及につれて、明かり障子も普及し、『大乗院寺社雑事記』には、障子用として厚紙130枚を使用したという記録があり、歳末に障子紙を張り替える風習は、この時代からあったようである。
採光を目的とする明かり障子には、透光性が良い薄い紙が適切なのであるが、破れ難い粘り強さも必要となり、また、大量に使用するため、安価な物が好まれた。このような条件を満たす紙としては、壇紙や奉書紙、雁皮紙は不適当であり、明かり障子用の書院紙として雑紙や中折紙などの文書草案用や雑用の紙が採用され、中でも美濃和紙は美濃雑紙と呼ばれて、多用途の紙として最も多く流通していたので、障子紙としても使用され、美濃和紙が明かり障子紙の代表紙となった。

### 紙座の成立 -室町時代-
紙屋院の廃絶以後、和紙の生産は地方の生産地に舞台を移していくことになる。この頃には和紙の生産・流通を扱う業者による紙座（かみざ）が形成されて生産・流通を支配していった。紙座は本来は紙を生産して公家や寺社（本所）に納入することで奉仕する供御人・神人などの集団であったが、後に本所の保護を受けて一般の生産・流通にも関与するようになったのである。彼らは本所に商品や座役を納める代わりに営業や身分保障を受けた。代表的な紙座に元の紙屋院の職人達が蔵人所を本所として結成した宿紙上座と新規業者による宿紙下座から構成される宿紙上下座（しゅくしかみしもざ）や奈良南市の紙座、六波羅蜜寺を本所とした紙漉座、美濃大矢田や近江小谷などの産紙の販売権を独占した近江枝村商人（枝村紙座）などが著名である。
だが、この時代に入っても和紙が貴重品であったことは、近衛家の財務内容を記した目録である『雑事要録』から知ることが可能である。長享3年（1489年）に八朔に用いるために引合紙5束を190疋（1900文）、杉原紙8束を2貫100文（2100文）で買ったことが記されている。ところが、同年春に近衛邸の浴室を新造したときの職人の日当が平均110文であった。つまり、杉原紙1束を買うのに職人2日半分の日当を必要としたのである。こうした事情が、上級公家であっても宿紙や紙背文書を用いた背景にあったと考えられている。
戦国時代に入ると、領国内に文書による支配体制を成立させた戦国大名が出現する。戦国大名は文書料紙の確保のため和紙の生産を奨励していたと考えられており、甲斐の武田信玄が楮・三椏の生産を奨励した逸話は良く知られている。だが、こうした戦国大名の政策は紙座の方針と対立するようになり、織田信長・豊臣秀吉らが推し進めた楽市・楽座によって紙座の特権は否定されるようになり、紙商人の御用商人化や生産業者に対する支配強化が進められることになった。

### 和紙文化の成熟 -江戸時代-
江戸時代に入ると、社会における紙の需要が高まり、全国各地で和紙の生産が行われるようになった。また、三椏などの新たな原料による製紙も普及するようになり、生産も増大していくようになる。その一方で、各藩では財政収入の強化を図るために和紙生産の特産化、専売制強化を図った。これらの和紙は江戸や大坂の蔵屋敷を経由して問屋などに売却した。また、都市の問屋は江戸中期以後に株仲間を結成して和紙の販売の独占を図るようになった。藩の専売制と幕府の保護を受けた問屋株仲間の独占販売による流通体制が完成したことにより、生産者や小売商は自由な販売を制約されるようになった。これに対して生産業者は抵抗したが、権力の圧迫の前に挫折した。それでも幕末の社会混乱に乗じてこうした支配から脱却して僅かながら自由市場が形成される兆しも現れるようになった。

### 洋紙の伝来と和紙の衰退 -近現代-
明治に入ると、欧米からパルプを原料として洋紙が輸入されるようになった。これに対して日本の和紙製造業者は江戸期における藩の専売制や問屋からの支配からは脱却して以後生産の近代化が図られた。明治34年（1901年）の統計では、生産業者は7万戸・従事者は20万人であったとされている。
だが、明治後半から大正にかけて新聞や書籍などの大量印刷が本格化すると、洋紙と比較して生産効率が悪く、インクや印刷機との相性が悪い和紙は次第に洋紙に押されるようになっていった。これに対して生産業者側も三椏などを使ったインクやタイプライター、印刷機に強い和紙の開発によってこれに対応し、海外への輸出も行われるようになった。
障子紙や傘紙原料としての需要や昭和前期における戦時経済における洋紙生産工場の軍事工場化などによってある程度の規模は維持し続けたが（昭和16年（1941年）の統計では13,000戸の生産業者が存在している）、戦後の高度経済成長期における地方の和紙産地での人口減少による後継者不足や、洋傘の普及などにより大口需要が急激に減少したことで、日本の和紙産業は大きく打撃を受け揺らいだ。その結果、原料産地の衰退と減少に歯止めが掛からず、国内では今後の安定した生産が難しい状況になって来ている。文化財修復の分野で要求される江戸期以前に近いような紙料（強い薬剤を使わない伝統的なもの）などは供給が難しくなってきている。

## 和紙の多彩な用途
和紙は建具の他にも、扇子や紙衣、紙衾、紙布の主材料として使用された。和紙は本来、麻クズを原料として製紙された事から考えれば、和紙を衣料や寝具として利用する事も不思議ではないが、世界的に見て珍しい使用例である。
平安中期に和紙が大量生産された結果、一般に普及し、文房具以外にも利用されるようになった。丈夫な和紙は柿渋や寒天、コンニャクノリなどで加工すると更に丈夫となり、耐水性も向上する事から、傘や笠、合羽などの雨具にも利用された。
コウゾの屑を原料に用いた低級品も、ちり紙として様々な用途に用いられた。当初は和紙の束の包装紙として用いられたが、軟らかくてその目的に都合がいい事から、鼻紙、尻拭き紙として用いられた。
幕末から明治時代に来日した外国人は、鼻をかむのにハンカチのような再利用可能な物を用いず、紙を使い捨てにする日本人の慣習を贅沢視した。現在ではティッシュペーパーやトイレットペーパーに置き換えられている（現在でもティッシュペーパーをちり紙と呼ぶ例があるが、パルプを原料に作られるティッシュペーパーと、低級和紙であるちり紙は別物である）。

### 防水加工紙
紙に油を塗布して防水性を持たせる加工は、平安時代から始まっており、『和名類聚抄』に油単、油団の名が見られる。油単とは、一重の紙に油を引いた物で、主に敷物や包装用に使用される。油団とは、数枚の紙を貼り合わせて、荏油または柿渋を引いて、更に漆を塗布した物で光沢がある。
油紙用の油は、亜麻仁油・荏油・桐油などの乾性油を使用し、江戸時代には他の成分を加えた加工油を使用した。雨傘には荏油を使用した。
この傘用の防水紙は、「御から笠紙」や「傘紙」と呼ばれ、江戸時代初頭には紀伊の傘紙がよく流通し、需要が拡大するに従って各地でも製造されるようになり、紀伊の高野紙、大和吉野の宇陀紙、美濃の森下紙が傘紙として名を成した。また、蛇の目傘用の傘紙は、本染宇陀、阿波染と呼ばれ、阿波で大量に生産された。

### 文化財の補修
近年では、最も薄い和紙として知られる土佐典具帖紙が、古文書や絵画などの文化財の修復・補強に用いられており、国内はもとより海外の美術館や研究機関でも多用されている。

## 原料
- 麻
- 楮（こうぞ）
- 三椏（みつまた）
- 雁皮（がんぴ）
- 檀（まゆみ）
- 苦参（くじん）
- フキ[2]
- マニラ麻

## 書道の用紙規格
一般に使われる、もしくは展覧会等で用いられる主なサイズには以下のようなものがある。
- 短冊
- 豆色紙
- 色紙
- 半紙
- 美濃判
- 半折（半切）
  - 縦・横1/2、1/3、横1/4、2つ折り（書初めサイズ）
- 半切二幅（半折を二つ並べたもの）
- 全紙（小画仙、四尺判とも呼ぶ）
- 聯（全紙縦幅1/4）
- 聯落（全紙縦幅3/4、もしくは全紙で縦幅1/3もしくは1/4を切り取った残りの大きさ）
- 三六尺（三尺×六尺、大画仙、六尺判とも呼ぶ）
- 五尺判（中画仙とも呼ぶ）
- 二八尺（二尺×八尺。二.六×八サイズに額装することもある。長判、八尺判とも呼ぶ）
- 二.六×八尺（二八サイズで代用することもある）
- 四×四尺
- 半懐紙（かな用）
- 全懐紙（かな用）
- 寸松庵（かな用）
- 升色紙（かな用）

## 産地と和紙
- 岩手県：東山和紙、成島紙
- 宮城県：白石和紙、柳生和紙、丸森紙
- 秋田県：十文字和紙

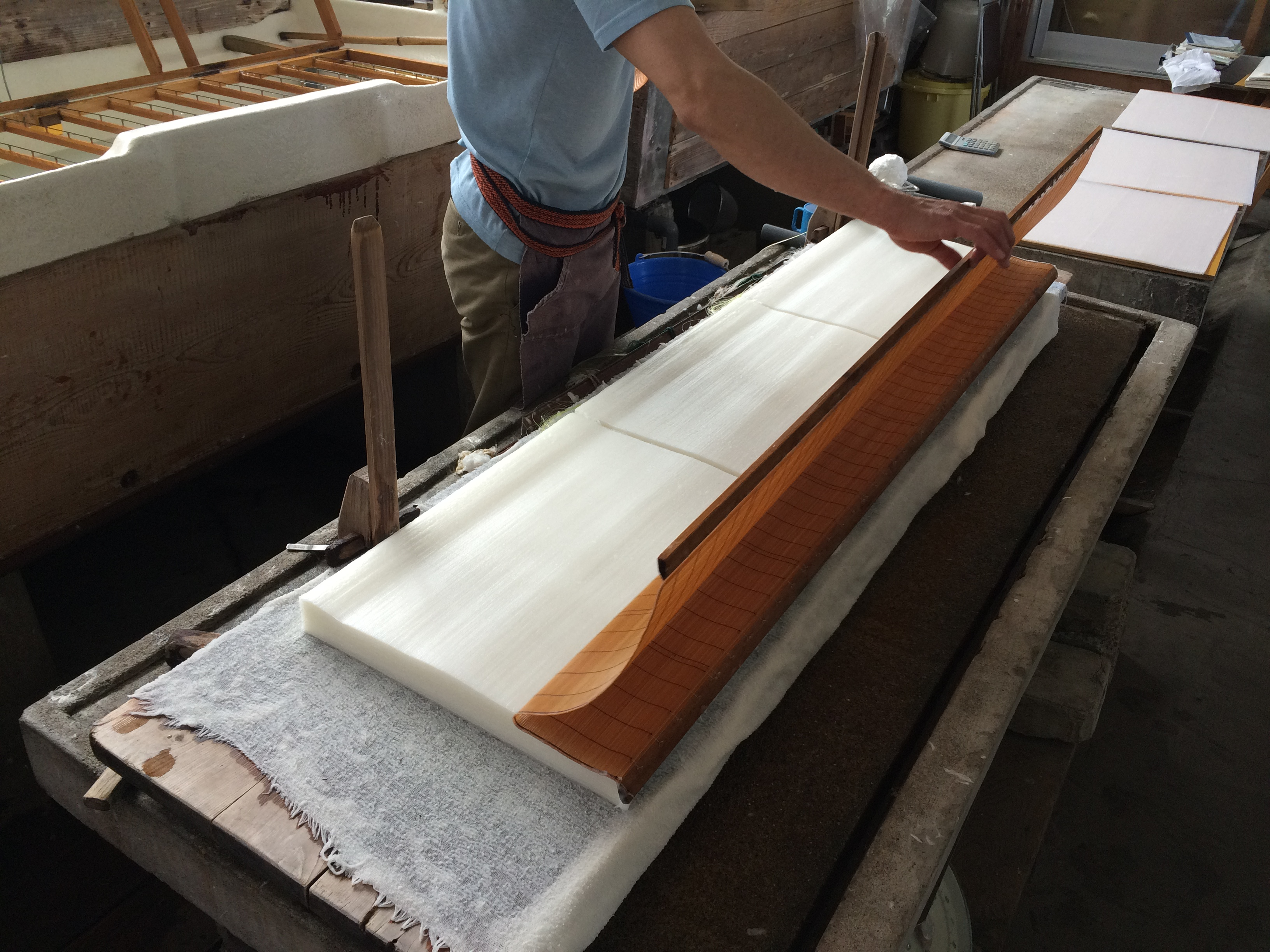
手漉き和紙の例（伊勢和紙）
ここでは神宮御用紙として和紙を漉いている。

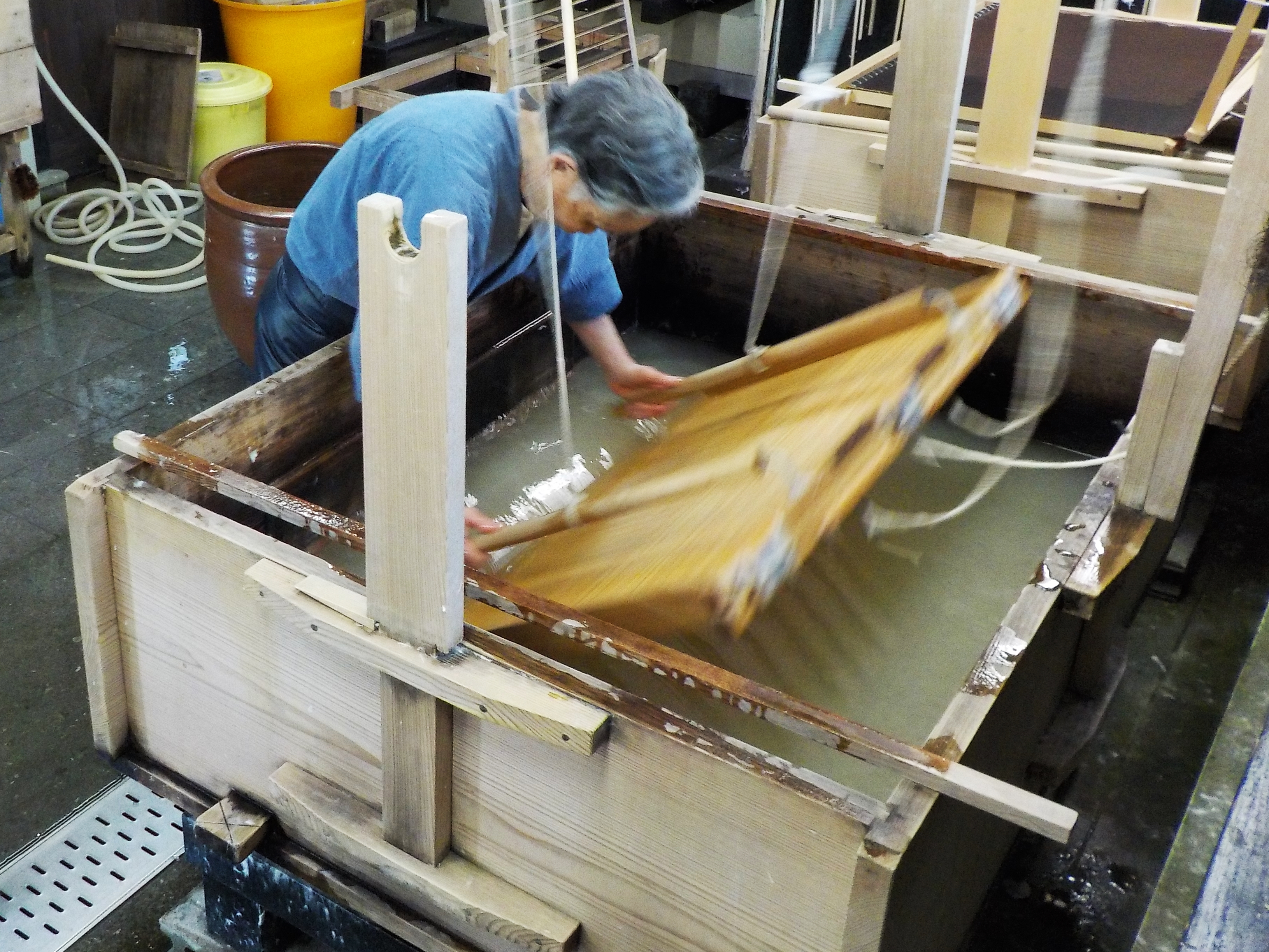
流し漉きの様子（越前和紙）
福井県越前市 卯立の工芸館にて

- 山形県：深山紙、高松和紙、長沢和紙、月山和紙
- 福島県：福島和紙（信夫和紙）、遠野和紙、上川崎和紙、山舟生和紙、野老沢和紙、海老根和紙、出ヶ原和紙
- 茨城県：西ノ内紙
- 栃木県：程村紙、烏山和紙
- 群馬県：桐生和紙
- 埼玉県：小川和紙（細川紙）
- 東京都：軍道紙
- 新潟県：小国和紙、越後和紙、小出紙、大沢紙、伊沢紙
- 富山県：越中和紙（八尾和紙）、五箇山和紙、蛭谷紙
- 石川県：二俣和紙、加賀雁皮紙（加賀和紙）
- 福井県：越前和紙、若狭和紙
- 山梨県：西嶋和紙、市川和紙
- 長野県：内山紙、松崎和紙、立岩紙
- 岐阜県：美濃和紙、山中和紙（飛騨紙）
- 静岡県：駿河紙（横野紙）、駿河柚野紙、修善寺紙
- 愛知県：小原紙（森下紙）
- 三重県：伊勢和紙、深野和紙
- 滋賀県：揉唐紙、江州雁皮紙、桐生紙
- 京都府：黒谷和紙、丹後和紙
- 大阪府：湊紙
- 兵庫県：杉原紙、名塩雁皮紙（名塩和紙）
- 奈良県：国栖紙、美栖紙、吉野紙、宇陀紙、吉野杉皮和紙、草木染め和紙[15]
- 和歌山県：高野紙（古沢紙）、保田紙
- 鳥取県：因州和紙
- 島根県：石州和紙、出雲和紙、勝地和紙
- 岡山県：備中和紙、高尾和紙、津山箔合紙（横野和紙）、神代和紙
- 広島県：大竹和紙、木野川紙
- 山口県：徳地和紙
- 徳島県：阿波和紙
- 愛媛県：伊予和紙、大洲和紙、周桑和紙
- 高知県：土佐和紙、大濱紙、土佐清帳紙
- 福岡県：八女和紙（筑後和紙）
- 佐賀県：名尾和紙、重橋和紙（唐津和紙）
- 熊本県：宮地和紙
- 大分県：竹田和紙、弥生和紙（佐伯紙）
- 宮崎県：穂北和紙、美々津紙
- 鹿児島県：蒲生和紙
- 沖縄県：琉球紙（芭蕉紙）、月桃紙